# Pördefölde
Pördefölde là một thị trấn thuộc hạt Zala, Hungary. Thị trấn này có diện tích 19,12 km², dân số năm 2010 là 69 người, mật độ 4 người/km².